# Leiobunum trimaculatum
Leiobunum trimaculatum is een hooiwagen uit de familie Sclerosomatidae.